# Kerryn McCann
Kerryn Hindmarsh-McCann (geboortenaam: Kerryn Hindmarsh) (Bulli, New South Wales, 2 mei 1967 – Coledale, New South Wales, 8 december 2008) was een Australische atlete, die zich op de lange afstand ontwikkelde tot een van de succesvolste atletes van haar land. Ze werd tweemaal Gemenebest-kampioene op de marathon, veroverde zes Australische titels, vestigde driemaal een nationaal record en nam driemaal deel aan de Olympische Spelen.

## Biografie

### Huwelijk
Kerryn Hindmarsh trouwde in 1991 met Greg McCann. Haar eerste zoon werd geboren in 1997, haar dochter in 2003 en haar tweede zoon in 2007.

### Vroeg begin
Hindmarsh was al op jeugdige leeftijd geïnteresseerd in de atletieksport. Reeds in 1979 won ze het veldloopkampioenschap van New South Wales voor basisscholieren. Ze stopte echter met de wedstrijdatletiek tot aan het einde van haar middelbareschoolperiode. Op zeventienjarige leeftijd liep ze haar eerste marathon en toen ze negentien was, in 1986, werd ze derde op de marathon tijdens de Australische kampioenschappen.

### Zesmaal Australisch kampioene
In 1988 veroverde Kerryn Hindmarsh-McCann haar eerste Australische titels door eerste te worden op de mijl en in de marathon. Ze won hierna Australische titels bij het veldlopen in 1992 en 1999, op de 10.000 m in 2002 en nogmaals op de marathon in 1993. In 1994 werd ze op de Gemenebestspelen in Victoria, Canada, tiende op de marathon en bij haar olympische debuut in 1996 op de Olympische Spelen in Atlanta finishte ze op dit nummer als 28e. Hierna onderbrak ze haar atletiekloopbaan vanwege de geboorte van haar eerste zoon.

### Beste van het Gemenebest
In 1999 pakte McCann de draad weer op en dat resulteerde, naast de reeds gememoreerde Australische veldlooptitel, in haar deelname aan de Olympische Spelen van Sydney een jaar later, waar ze op de marathon als zevende finishte, haar beste olympische resultaat. Dat jaar werd ze ook vijfde in de marathon van Londen in 2:25.59, haar beste persoonlijke prestatie en een Australisch record. Twee jaar later werd ze in de New York City Marathon zevende. Bij de Gemenebestspelen van 2002 in Manchester, Groot-Brittannië, behaalde ze een van haar beste resultaten door de gouden medaille te veroveren voor haar landgenotes Krishna Stanton en Jackie Gallagher.

### Voor de derde maal Olympische Spelen
Daarna onderbrak Kerryn McCann haar sport voor de tweede maal om geboorte te geven aan haar dochter, waarna ze in 2003 de training hervatte en in 2004 opnieuw in wedstrijdverband actief werd. Wederom wist ze zich te kwalificeren voor de Olympische Spelen, die van Athene ditmaal, waar ze op de marathon een 31e plaats behaalde.

### Titel geprolongeerd
Op de Gemenebestspelen in Melbourne in 2006 verdedigde Kerryn McCann, inmiddels 38 jaar oud, haar marathontitel met succes, want ze won in 2:30.54, met twee seconden voorsprong op de Keniaanse Hellen Cherono Koskei. Die tijd was haar op-één-na-beste ooit. In de laatste twee kilometers van deze race ging de leiding zesmaal over in andere handen, totdat McCann op de laatste 200 meter voor de finish in het Melbourne Cricket Ground stadion een voorsprong wist te nemen. "Dit is waarschijnlijk de grootste overwinning die ik ooit heb behaald, of de beste race die ik ooit heb gelopen."

### Ziekte
In augustus 2007 werd bekendgemaakt dat bij Kerryn McCann, die op dat moment in verwachting was van haar derde kind, borstkanker was geconstateerd. Ze stelde de chemotherapie die ze als gevolg hiervan moest ondergaan, uit tot na de komst van haar zoontje. Nadat de behandeling in eerste instantie goed leek te zijn aangeslagen, werd naderhand leverkanker bij haar vastgesteld. McCann overleed thuis op 8 december 2008, omringd door haar familieleden.

## Titels
- Gemenebest-kampioene marathon: 2002, 2006
- Australisch kampioene 1 Eng. mijl: 1988
- Australisch kampioene 10.000 m: 2002
- Australisch kampioene marathon: 1988, 1993
- Australisch kampioene veldlopen: 1992, 1999. 2000

## Persoonlijke records
| Onderdeel      | Prestatie              | Datum            | Plaats    |
| -------------- | ---------------------- | ---------------- | --------- |
| 5000 m         | 15.08,69 (nat. rec.)   | 8 september 2000 | Brisbane  |
| 10.000 m       | 31.55,94               | 6 december 1999  | Melbourne |
| 10 km          | 32.08                  | 10 oktober 1999  | Burnie    |
| halve marathon | 1:07.48 (nat. rec.)    | 10 januari 2000  | Tokio     |
| marathon       | 2:25.59 (ex nat. rec.) | 16 april 2000    | Londen    |

## Palmares

### 3000 m
- 1995: 5e Australische kamp. in Sydney – 16.33,93
- 1999:  Optus GP in Sydney – 8.54,41
- 1999:  Sydney – 8.50,4
- 2000:  Commonwealth Bank Track Classic in Hobart – 8.56,42
- 2001:  Melbourne Track Classic – 9.01,78
- 2005: 4e Telstra A Series Canberra – 9.12,45

### 5000 m
- 1995: 5e Optus Brisbane Grand Prix – 16.14,98
- 1995: 5e Melbourne International Meeting – 15.44,26
- 1995:  Herald Sun Olympic Dream in Melbourne – 15.51,68
- 1999:  Melbourne Track Classic – 15.24,28
- 1999:  Optus Grand Prix Final in Brisbane – 15.36,42
- 1999: 5e Australian Outdoor Championships in Perth – 16.02,23
- 1999:  Melbourne State League Meeting – 15.19,87
- 2000:  Optus Grand Prix Sydney – 15.17,83
- 2000:  Telstra Australian Olympic Trials in Sydney – 15.28,76
- 2000:  Brisbane International Meeting – 15.08,69
- 2005:  Telstra A-Series Melbourne – 15.41,76
- 2006:  Sydney Track Classic – 15.43,46

### 10.000 m
- 1993: 4e Zatopek Memorial in Melbourne – 33.05,60
- 1994:  Australische kamp. in Melbourne – 32.53,61 (3e overall)
- 1998:  Australische kamp. in Melbourne – 32.23,79 (2e overall)
- 1999:  Classic Meeting in Melbourne – 31.55,94
- 2000: 5e Australische kamp. in Sydney – 33.08,62
- 2001:  Zatopek Classic in Melbourne – 33.06,28
- 2002:  Australische kamp. in Brisbane – 33.20,72 (1e overall)
- 2006:  Australische kamp. in Sydney – 33.01,19

### 5 km
- 2002:  Winchester City Centre – 16.08
- 2005:  Asics Bolt in Noosa – 15.56

### 10 km
- 1995:  Burnie Road Classic – 33.26
- 1998: 5e Burnie – 33.43
- 1999:  JAL Gold Coast in Brisbane – 33.30
- 1999:  Burnie – 32.08
- 2001:  Sussan Women's Classic in Sydney – 34.26
- 2001:  Olympic Dream in Melbourne – 37.20
- 2002:  Nike Women's Classic in Sydney – 33.40
- 2002:  Sydney – 32.19
- 2004:  Nike Women's Classic in Melbourne – 34.06
- 2004:  New South Wales Championships in Sydney – 33.25
- 2004: 5e Jakarta – 33.41
- 2004:  Burnie – 33.29
- 2005:  Skilled Burnie Ten – 33.40
- 2006:  Mini-Mosmarathon in Sidney – 36.18

### halve marathon
- 1992:  Australische kamp. – onbekende tijd
- 1993:  Australische kamp. in Lake Macquarie – 1:16.37 (1e overall)
- 1993: 38e WK in Brussel – 1:14.11
- 1994:  halve marathon van Sydney – 1:14.05
- 1994:  Australische kamp. – 1:15.23
- 1998: 4e halve marathon van Sydney – 1:16.37
- 1998:  Australische kamp. in Lake Macquarie – 1:14.48 (1e overall)
- 1999:  halve marathon van Tokio – 1:09.05
- 2000:  halve marathon van Tokio – 1:07.48
- 2002: 11e WK in Brussel – 1:09.47
- 2002:  halve marathon van Sydney – 1:11.06
- 2002:  halve marathon van Noosa – 1:13.56
- 2004:  halve marathon van Sydney – 1:12.17
- 2004:  halve marathon van Gold Coast – 1:11.08
- 2006:  halve marathon van Cape Town – 1:14.08
- 2006:  halve marathon van Noosa – 1:18.13
- 2006:  Australische kamp. in Sydney – 1:15.58 (1e overall)

### marathon
- 1986:  Australische kamp. in Sydney – 2:54.39 (6e overall)
- 1988:  Australische kamp. in Gold Coast – 2:44.05 (3e overall)
- 1989: 8e marathon van Los Angeles – 2:45.17
- 1993:  Australische kamp in Gold Coast – 2:40.10 (2e overall)
- 1994: 11e marathon van Osaka – 2:34.08
- 1994: 10e marathon van Victoria – 2:40.10
- 1995: 9e Londen Marathon – 2:33.23
- 1995: 15e WK in Göteborg – 2:36.29
- 1996: 31e Boston Marathon – 2:48.01
- 1996: 28e OS in Atlanta – 2:36.41
- 1999: 7e Londen Marathon – 2:28.44
- 1999: 23e WK in Sevilla – 2:38.31
- 2000: 5e Londen Marathon – 2:25.59
- 2000: 11e OS in Sydney – 2:28.37
- 2000: 8e New York City Marathon – 2:30.39
- 2001:  Chicago Marathon – 2:26.04
- 2002: 6e New York City Marathon – 2:27.51
- 2002: 4e marathon van Osaka – 2:28.30
- 2002:  Gemenebestspelen in Manchester – 2:30.05
- 2004: 31e OS in Athene – 2:41.41
- 2004: 10e New York City Marathon – 2:32.06
- 2005: 4e marathon van San Diego – 2:32.29
- 2005: 14e marathon van Tokio – 2:39.35
- 2006:  Gemenebestspelen in Melbourne – 2:30.54

### veldlopen
- 1988: 104e WK lange afstand in Auckland – 21.33
- 1992:  Australische kamp. in Nowra – 21.15
- 1994: 98e WK lange afstand in Boedapest – 22.26
- 1995: 79e WK lange afstand in Durham – 22.08
- 1998:  Australische kamp. in Canberra – 27.09
- 1999: 18e WK lange afstand in Belfast – 29.26
- 1999: DNS WK korte afstand in Belfast
- 1999:  Australische kamp. in Yatala – 28.52
- 2000:  Australische kamp. in Melbourne – 27.02,3